# Tannetjärnen
Tannetjärnen är en sjö i Nordanstigs kommun i Hälsingland och ingår i Harmångersåns huvudavrinningsområde. Sjön har en area på 0,0753 kvadratkilometer och ligger 64,3 meter över havet.

## Delavrinningsområde
Tannetjärnen ingår i det delavrinningsområde (687776-156660) som SMHI kallar för Mynnar i Öfttjärnen. Medelhöjden är 79 meter över havet och ytan är 1,53 kvadratkilometer. Det finns inga avrinningsområden uppströms utan avrinningsområdet är högsta punkten. Vattendraget som avvattnar avrinningsområdet har biflödesordning 3, vilket innebär att vattnet flödar genom totalt 3 vattendrag innan det når havet efter 27 kilometer. Avrinningsområdet består mestadels av skog (37 procent), öppen mark (16 procent) och jordbruk (38 procent). Avrinningsområdet har 0,07 kvadratkilometer vattenytor vilket ger det en sjöprocent på 4,4 procent.